# انقلاب کوپرنیکی

مقایسه حرکت خورشید (زرد)، زمین (آبی) و مریخ (قرمز) در نظریه خورشیدمرکزی کوپرنیک در سمت چپ و حرکت این اجرام آسمانی در نظریه سنتی زمین مرکزی در سمت راست که شامل حرکت رو به عقب مریخ نیز می‌شود.
برای ساده‌سازی، زمان گردش مریخ به‌جای ۱.۸۸ سال ۲ سال به‌نمایش گذاشته شده و مدارها نیز به‌طور کامل حلقوی یا برون‌چرخه‌زاد ترسیم شده‌اند.

انقلاب کوپرنیکی یک تغییر پارادایم از مدل بطلمیوسی به مدل خورشیدمرکزی بود. در واقع این عقیده که تصور می‌شد کیهان گرداگرد زمین آن را در مرکز ثابت نگه داشته، تغییر کرد و نظریه منظومه شمسی با مرکزیت خورشید جایگزین آن شد. این انقلاب شامل دو مرحله بود؛ اولی که صرفاً ماهیت ریاضی قوی‌ای داشت و مرحله دوم که در سال ۱۶۱۰ با انتشار رساله‌ای توسط گالیله آغاز شد. شروع آن با انتشار کتاب درباره گردش اجرام آسمانی توسط نیکلاس کوپرنیک بود و تأثیرگذاری بر این «انقلاب» ادامه یافت تا در نهایت پس از یک قرن با کارهای آیزاک نیوتن پایان یافت.